# Basse acoustique
Ne doit pas être confondu avec Contrebasse.
La basse acoustique est un instrument de musique à cordes, dérivé de la basse électrique et de la guitare acoustique. Elle possède un corps en bois creux (comme une guitare acoustique, mais plus large et plus grand). Comme la basse électrique, elle a généralement quatre cordes accordées Mi-La-Ré-Sol ; certains modèles en ont cinq ou plus. La plupart des basses acoustiques sont dotées d'un système d'amplification, d'où parfois leur appellation de basse électro-acoustique. Cet instrument est inventé aux États-Unis en 1972 par Ernie Ball.

## Histoire
La guitare basse est l'un des seuls instruments à avoir été d'abord créée en version électrique dédiée à l'amplification, avant qu'une version acoustique n'émerge (la première basse électrique largement commercialisée, la Precision Bass, est lancée par Fender en 1951).

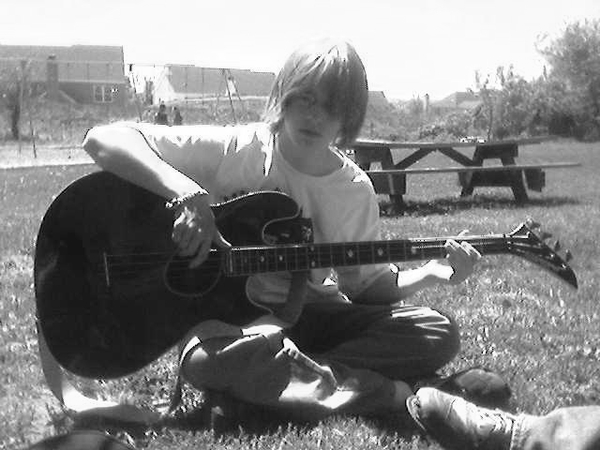
Une personne jouant la basse acoustique Kramer Ferrington, sortie en 1986.

La première basse acoustique est la Earthwood Bass, commercialisée par Ernie Ball en 1972, inspirée du guitarrón mexicain. Dans les années 1980 et 1990, la basse acoustique gagne en popularité parmi les groupes de rock qui jouent unplugged (« débranché » ou « en acoustique »), en remplaçant guitares électriques et basses électriques par leurs équivalents acoustiques. Toutefois, cette esthétique unplugged nécessite toujours le recours à l'amplification pour faire entendre les instruments. D'autres modèles sont produits par Guild aux États-Unis et Eko en Italie.
Kramer sort en 1986 une basse acoustique, la Kramer Ferrington. Elle est dotée d'un manche de basse électrique et d'un corps assez fin, pour que les bassistes retrouvent une aisance similaire à une basse électrique sur cet instrument. Plusieurs groupes l'utilisent, comme Fleetwood Mac, The Cure, Aerosmith ou encore Eric Clapton en 1992 sur l'album Unplugged avec le bassiste Nathan East.

## Caractéristiques

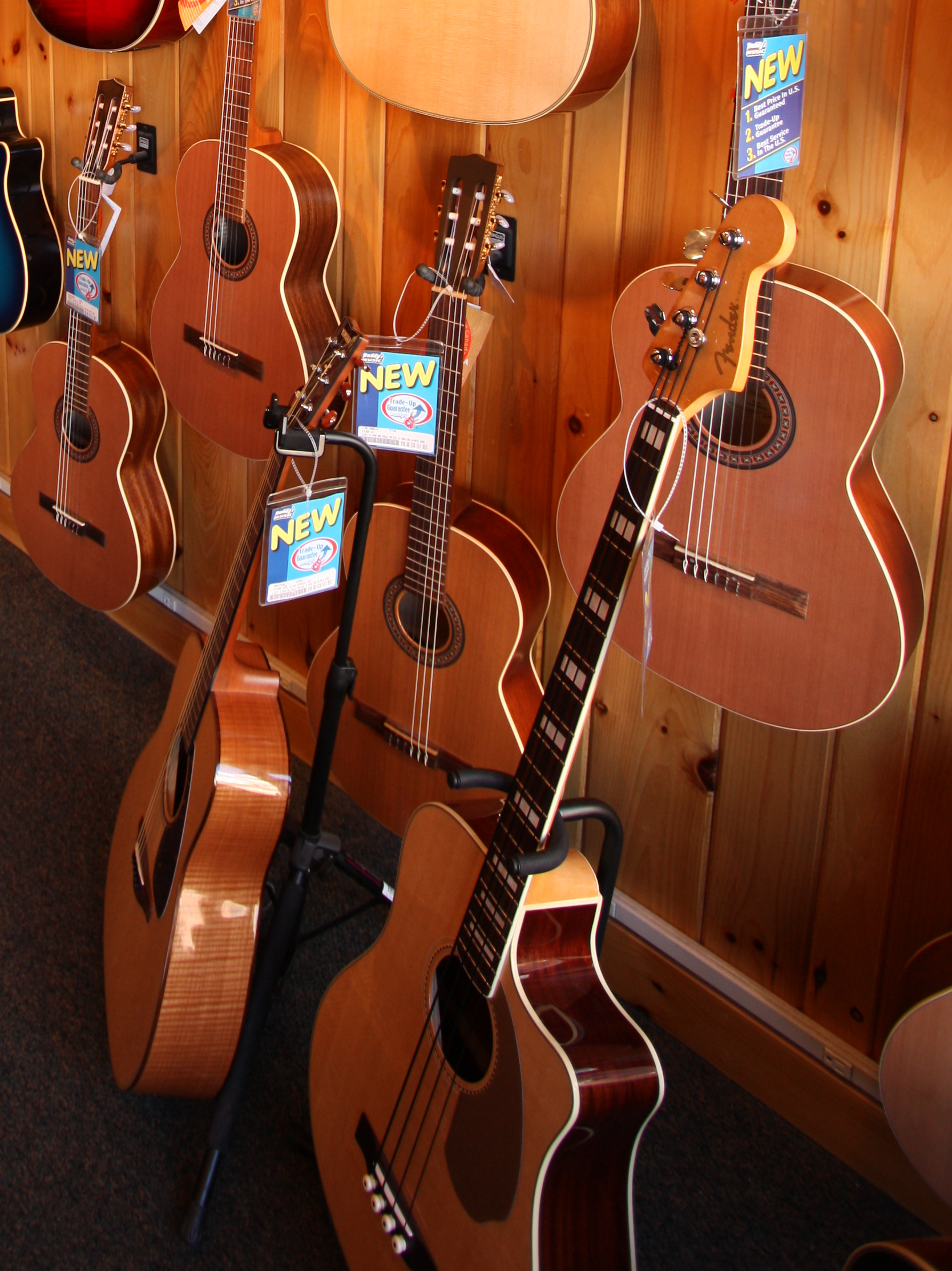
Une basse acoustique Fender au milieu de guitares acoustiques dans un magasin de musique.

La basse acoustique, de la famille des guitares, fait partie des instruments jouant dans le registre des graves. Elle possède généralement quatre cordes accordées Mi - La - Ré - Sol, avec le Mi 1 à 41,2 Hz et le Sol 4 à 392 Hz,. Certaines basses acoustiques ont une cinquième corde, Si grave. Les cordes sont généralement dans un alliage composé en majorité de bronze, comme les cordes de guitares folk.
La basse acoustique possède un corps creux en bois, comme les guitares acoustiques, mais de dimensions plus grandes.
Malgré sa taille, une basse purement acoustique ne projette pas assez de volume pour se faire entendre en groupe et nécessite d'être amplifiée. C'est pourquoi la majorité des basses acoustiques intègrent un micro ou un capteur piezo, souvent situé sous le chevalet.
La basse acoustique est parfois recherchée par les bassistes pour avoir un son qui se rapproche de celui d'une contrebasse. Certaines basses acoustiques sont dépourvues de frettes, à l'instar d'une basse fretless.

Cet instrument est notamment utilisé en folk ou dans certains styles de musique sud-américaine. Dans le fado (musique traditionnelle du Portugal), la basse acoustique ou viola baixo est utilisée.

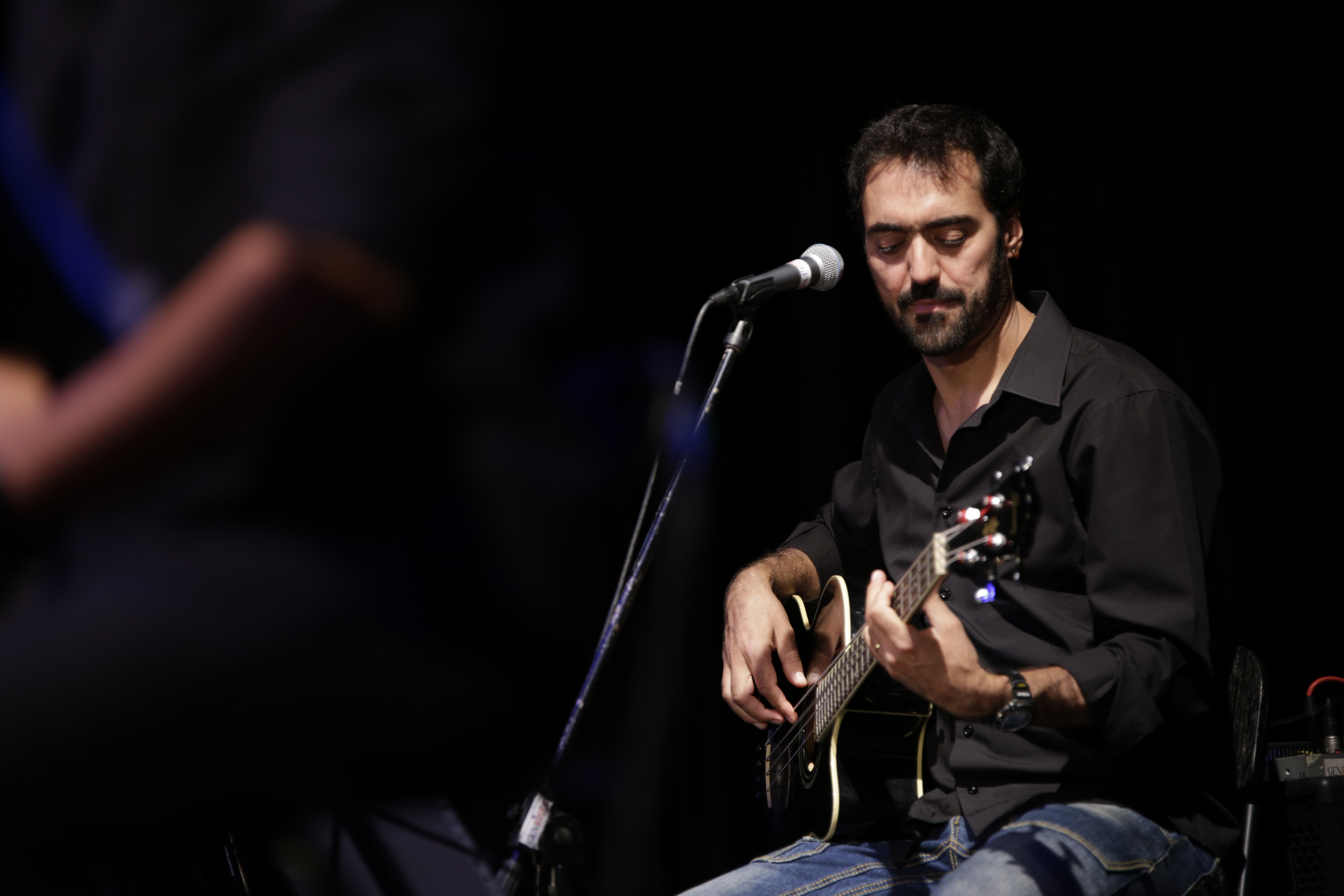
Un musicien jouant aux doigts avec une basse acoustique.